# Биг Беър Лейк (град, Калифорния)
Биг Беър Лейк (на английски: Big Bear Lake) е град в окръг Сан Бернардино, щата Калифорния, САЩ. Биг Беър Лейк е с население от 5438 жители (2000) и обща площ от 17 km². Намира се на 2058 m надморска височина. ЗИП кодовете му са 92315, а телефонният му код е 909.